# Pedro José Soto
Pedro José Soto y Velarde fue un sacerdote y político peruano. 
Fue párroco del partido de Huamachuco durante la colonia. Cuando Simón Bolívar llegó a dicha vicaría, gustaba de mantener discusiones filosóficas con él. Celebró la misa de despedida al ejército libertador cuando partió desde Huamachuco a las batallas de Junín y de Ayacucho. Fue condiscípulo de José Faustino Sánchez Carrión en el Seminario de San Carlos y San Marcelo y llegó a ser el dean de la Catedral de Trujillo.
Fue miembro del Congreso Constituyente de 1822 por el departamento de La Libertad. Dicho congreso constituyente fue el que elaboró la primera constitución política del país.
En 1831 tuvo a su cargo la instalación de la Universidad Nacional de Trujillo y ejerció como su primer rector ante la ausencia del titular Tomás Diéguez de Florencia.
Falleció en Trujillo el 23 de octubre de 1854 siendo sepultado en el Cementerio General de Miraflores de esa ciudad.